# Гусинський Володимир Олександрович
Володимир Олександрович Гусинський (нар. 6 жовтня 1952, Москва) — бізнесмен, колишній російський медіа-магнат, засновник телекомпанії НТВ, колишній спонсор радіостанції «Ехо Москви». Колишній голова і один з творців Російського єврейського конгресу.

## Біографія
Володимир Гусинський народився 6 жовтня 1952 в Москві. У 1969 році вступив до Московського інституту нафтохімічної і газової промисловості імені Губкіна, але вже в 1970 році (за іншими даними, в 1973 році) був відрахований за неуспішність. У 1973-1975 роках служив в армії у військах хімрозвідки (в Україні). У 1975 році поступив до Державного інституту театрального мистецтва імені Луначарського на режисерський факультет (навчався у Бориса Михайловича Равенських) і в 1981 році його закінчив. Дипломний спектакль Гусинського — «Тартюф» Мольєра.
Гусинський працював в провінції (зокрема, в Тулі) театральним режисером, але вже в першій половині 1980-х років перебрався до Москви. Завідував художньо-постановочою частиною Міжнародного фестивалю молоді та студентів у Москві, був головним режисером культурної програми для іноземних учасників московських Ігор доброї волі. Організовував різні масові дії — дні культури, дні друку, свята районів. Підробляв приватним візництвом.
У жовтні 1986 року щодо Гусинського було порушено кримінальну справу за статтею 147 частини 1 Кримінального кодексу РРФСР («Шахрайство») у зв'язку з двома заявами від знайомих Гусинського. Один з них звинувачував Гусинського у привласненні грошей, виданих йому на покупку автомобіля за дорученням, а інший — в неповерненні боргу. У грудні 1986 року справу припинено за статтею Кримінально-процесуального кодексу РРФСР («у зв'язку зі зміною обстановки»). У тому ж році Гусинський разом з Борисом Хаїтом створив кооператив «Метал», який виробляв різні предмети — від мідних «лікувальних» браслетів і прикрас до металевих гаражів. Через два роки відкрив консультаційно-інформаційний кооператив «Інфекс», в якому став генеральним директором. Згідно з іншою поширеною в ЗМІ версією, перші гроші Гусинський заробив на популярних у той час посередницьких операціях.
У 1989 році «Інфекс» виступив як один із засновників спільного підприємства «Міст», зареєстрованого 24 травня 1989 року. У СП «Міст» «Інфексу» належала половина статутного капіталу. Його іноземним партнером стала велика американська юридична фірма «Арнольд і Портер» (Arnold & Porter). Генеральним директором СП «Міст» став Гусинський. У 1990 році він викупив частку американського партнера. Незадовго до цього, у жовтні 1989 року, був створений «Міст-банк», президентом якого також став Гусинський. За розміром статутного капіталу (18 мільярдів 250 мільйонів рублів) банк увійшов до числа десяти найбільших комерційних банків Росії і став одним з уповноважених банків уряду Москви. Фінансовий зліт банку і його президента ЗМІ пов'язують з тісними стосунками Гусинського з керівництвом Москви, яка розмістила в «Мості» рахунки великих муніципальних і державних структур.
У 1992 був утворений холдинг АТ «Група» Міст", в структурі якого жодних іноземних учасників вже не було. До холдингу об'єдналися 42 підприємства, підконтрольних Гусинському. Сам бізнесмен зайняв пост генерального директора холдингу. Завдяки добрим відносинам з московською владою «Міст» успішно увійшов в будівельний бізнес, а також зайнявся виробництвом будматеріалів і операціями з нерухомістю.
Восени того ж року бізнесмен разом з Костянтином Затуліним, Юрієм Мілюковим, Марком Масарським, Володимиром Виноградовим, Михайлом Ходорковським, Кахою Бендукідзе, Іваном Ківеліді, Олегом Кисельовим, Валентином Мамедовим і Леонідом Невзліним взяв участь у створенні групи «Підприємницька політична ініціатива — 92».
Під час VII з'їзду народних депутатів Росії в грудні 1992 року «Підприємницька політична ініціатива» виступила з заявою про необхідність компромісу між виконавчою і законодавчою владою, проти «прямого президентського правління та скасування депутатського з'їзду», за «серйозну протекціоністську політику відносно вітчизняного підприємництва» . Вже на початку 1993 року всередині ППІ виникли тертя між блоком МТБ-«Менатеп» (Затулін, Масарський, Ходорковський) і "Групою «Міст» (Гусинський). Тертя ці почалися після того, як мер Москви Юрій Лужков передав «Міст-банку» права уповноваженого банку уряду Москви.
У 1993 році «Група „Міст“ стала співзасновником газети „Сегодня“ і телекомпанії НТВ. Крім того, „Міст-банк“ став спонсором радіостанції „Ехо Москви“. Наприкінці 1993 року на перших виборах до Держдуми Гусинський фінансував виборчу кампанію демократичних блоків „Вибір Росії“ і „Яблуко“.
На початку 1994 року „Міст-банк“ (разом з трьома іншими банками) став уповноваженим банком державної компанії „Росвооружение“.
2 грудня 1994 співробітники Державного управління охорони РФ із спецпідрозділу з охорони президента за наказом його голови Олександра Коржакова вчинили наліт на офіс „Міст-банку“ у будівлі мерії Москви на Новому Арбаті, блокувавши його на кілька годин. Кримінальну справу за цим фактом було закрито „за відсутністю складу злочину“, а директор Московського управління ФСБ Євген Савостьянов, який особисто приїхав зі своїми підлеглими на допомогу Гусинському, був негайно звільнений. Гусинський відразу після цього на п'ять місяців поїхав до Лондона.
У 1994—1995 роках Гусинський ворогував з підприємцем Борисом Березовським (Березовський і президент телекомпанії РЕН ТВ Ірена Лєснєвська навіть заявляли, що Гусинський був причетний до вбивства популярного тележурналіста і генерального директора ГРТБ Владислава Лістьєва. Однак у 1996 Гусинський і Березовський зблизилися, об'єднавшись з Анатолієм Чубайсом у боротьбі за повторне обрання Бориса Єльцина президентом Росії.
У січні 1996 року Гусинський став одним із засновників Російського єврейського конгресу (РЕК) і був обраний його президентом. Гусинський очолював РЕК до березня 2001 року.
27 січня 1997 Гусинський склав з себе повноваження гендиректора „Групи“ Міст» і президента «Міст-банку» і став президентом ЗАТ «Медіа-Міст», якому були передані акції підконтрольних "Групі «Міст» ЗМІ (газета «Сегодня», «Сім днів», журнал «Итоги», телекомпанії НТВ і «НТВ-Плюс», радіостанція «Ехо Москви»). У вересні 1998 року Гусинський став головою ради директорів ЗАТ «Медіа-Міст». У квітні 1999 року Гусинський став лауреатом премії «ТЕФІ» за внесок у розвиток російського телебачення. У січні 2000 року Гусинський був обраний віце-президентом Всесвітнього єврейського конгресу.
У 2000 році генеральний прокурор Росії Володимир Устинов форсував розслідування кримінальної справи Гусинського, порушеної прокуратурою ще при генпрокурорі Юрії Скуратові. Устинов пояснював це необхідністю підтвердити прихильність Росії конвенції Ради Європи по боротьбі з відмиванням грошей.
13 червня 2000 Гусинський потрапив у СІЗО. Фактично, бізнесмен був викликаний до Генпрокуратури для допиту у справі фірми «Російське відео» (за версією прокуратури, будучи керівником цієї фірми, Гусинський незаконно заволодів «11-м каналом» санкт-петербурзького ТБ. Прямо в прокуратурі Гусинський був заарештований і відразу перепроваджений до Бутирської в'язниці.
Після арешту бізнесмена депутати фракцій СПС і «Яблуко» в Держдумі запропонували вимагати відставки генпрокурора, однак парламент у цілому не підтримав цю пропозицію. 14 червня 2000 17 великих російських підприємців підписали лист-поручительство з проханням про зміну запобіжного заходу підприємцю (у числі підписали звернення були Ходорковський, Потанін, Віктор Вексельберг). 16 червня 2000 Гусинському було пред'явлено звинувачення у скоєнні шахрайства в особливо великому розмірі, в той же день його звільнили з-під варти, замінивши запобіжний захід на підписку про невиїзд. Через кілька днів справу стосовно Гусинського було припинено за відсутністю складу злочину. Тоді ж у ЗМІ з'явилася скандальна інформація про те, що свободу олігарх отримав в обмін на акції «Медіа-Моста».
Вийшовши з СІЗО, Гусинський поїхав до Іспанії, де в самому кінці грудня 2000 був заарештований за запитом російської прокуратури. Тоді Генпрокуратура відновила не тільки розслідування справи «Російського відео», а й порушила нову справу проти олігарха — у зв'язку з тим, що він разом з головним фінансистом «Медіа-Мосту» Антоном Титовим нібито незаконно виводив за кордон кредити, отримані від «Газпрому». Через приблизно місяць після арешту Гусинський був випущений з в'язниці під підписку про невиїзд і залишався під домашнім арештом на власній віллі. З проханням захистити Гусинського до глави іспанської держави короля Хуана Карлоса зверталися президент США Білл Клінтон, впливовий ізраїльський міністр Шимон Перес, Світовий єврейський конгрес. Ще через 15 місяців він був відпущений на свободу, так як іспанська влада не знайшла достатніх підстав для його екстрадиції.
У вересні 2003 року Гусинський, який виїхав до Греції, знову був заарештований за запитом Генпрокуратури РФ, поширеному Інтерполом. Знову на захист бізнесмена виступили окремі політики й цілі організації, і через кілька місяців (які Гусинський провів в афінській в'язниці) грецькі судді відмовили Росії в екстрадиції бізнесмена, визнавши його жертвою політичних репресій. Після цього російська сторона не робила нових спроб арешту Гусинського, хоча формально його кримінальну справу не було закрито.
У 2006 році окружна прокуратура Тель-Авіва запідозрила Гусинського в причетності до відмивання грошей в банку Hapoalim (згодом підозри були зняті, і прокурори перед бізнесменом вибачилися).
У лютому 2007 року стало відомо, що Гусинський, який на той час мав російське та ізраїльське громадянство, став і громадянином Іспанії, довівши, що є сефардом — нащадком євреїв, вигнаних з Іспанії в 1492 році.
На початку жовтня 2009 року в ізраїльській економічній газеті «The Marker» було опубліковано інтерв'ю Гусинського, у якому той, зокрема, заявив про свою готовність повернутися на батьківщину, якщо йому дозволить це зробити російська влада.
За відомостями ЗМІ, в Ізраїлі Гусинському належить великий пакет акцій медіагрупи Maariv і відомий телеканал RTVi. До кінця 2003 року особистий статок Гусинського оцінювався в 400 мільйонів доларів.

## Банкрутство
У січні 2025 року Гусинський заявив, що збанкрутував. За його фінансовим афідевітом, датованим 1 січня 2025 року, його борги складали понад 7 млн доларів більше ніж 10 кредиторам, а активи — менше 6 млн доларів. До активів входили частки у двох будинках у Коннектикуті, автомобіль Mercedes-Benz S 550 2013 року випуску, рахунок в ізраїльському банку та ювелірні вироби. Дві останні структури, що належали на той момент Гусинському — News Ru Israel LTD і New Media Holding LLC проходили процедуру банкрутства. Його кредиторами серед інших були екс-співвласник «Промбізнесбанку», колишній скарбник міжнародного Фонду боротьби з корупцією Олександр Железняк та колишній співвласник ЮКОС Леонід Невзлін, а також російський політик Максим Кац та колишній російський державний діяч Анатолій Чубайс.

## Сім'я
Гусинський одружений другим шлюбом, у нього є син від першого шлюбу і двоє синів від другого. Бізнесмен — кавалер французького ордена Почесного легіону в номінації «За внесок у розвиток культури» (1996).
Першим шлюбом був одружений з актрисою Ольгою Прокоф'євою.